# Гюрчинов, Милан
Милан Гюрчинов (макед. Милан Ѓурчинов; 28 июля 1928, Белград —  24 июля 2018, Скопье) — македонский славист, литературный критик, теоретик литературы.

## Биография
Милан Гюрчинов родился 28 июня 1928 года в Белграде.
В 1951 году окончил Белградский университет. В 1957 году был на стажировке в Московском государственном университете имени М. В. Ломоносова по специальности «новейшая русская литература».
В 1960 году защитил докторскую диссертацию на тему: «Переломные годы в жизни и творчестве А. П. Чехова». С 1961 по 1981 год преподавал русскую литературу на кафедре славистики в Университете имени Св. Кирилла и Мефодия в Скопье. В 1980 году на филологическом факультете этого университета по инициативе Гюрчинова была создана кафедра сравнительного литературоведения, на которой Гюрчинов был заведующим с момента основания до ухода на пенсию.
Входил в редакцию журнала «Разгледи».
Гюрчинов участвовал во всех Международных съездах славистов, начиная с 1968 года в Праге и до последнего в 2003 году в Любляне, где был избран председателем Оргкомитета XIV Международного съезда славистов (Македония, 2008). Выступал с докладами на многочисленных международных встречах и читал лекции из области славистики и македонской литературы во многих университетах мира.
Автор более 650 работ, включая 30 монографий, опубликованных на многих европейских языках. Русской литературе посвящены свыше 100 статей Гюрчинова, а также пять книг: «Чехов о литературе», «Достоевский», «Пастернак», «Сторонники человечности», «Гармония в хаосе» и «Молодой Чехов».

## Участие в творческих и общественных организациях
- Член Македонской академии наук и искусств (с 1988)[1]
- Председатель, член (с 1956) Союза писателей Македонии[1]
- Председатель Совета Международного фестиваля «Стружские вечера поэзии»[1]

## Награды и премии
- Медаль Пушкина (16 декабря 2008 года, Россия) — за большой вклад в укрепление российско-македонских отношений, популяризацию русского языка и российской культуры[2].
- Международная отметина имени отца русского футуризма Давида Бурлюка[3]